# Syllectus
Syllectus es un  género de coleópteros adéfagos de la familia Carabidae.

## Especies
Comprende las siguientes especies:
- Syllectus anomalus Bates, 1878
- Syllectus gouleti Larochelle & Lariviere, 2005
- Syllectus magnus Britton, 1964